# アルガリ
アルガリ（盤羊、羱羊、学名: Ovis ammon）は、偶蹄目ウシ科ヒツジ属に分類される偶蹄類。種小名ammonは古代エジプトの神アメンに由来する。アルガリの名はモンゴルでの呼称に由来し、子羊やヒツジの意。

## 分布
アフガニスタン東部、インド北西部、ウズベキスタン北東部、カザフスタン東部、キルギス、タジキスタン東部、中華人民共和国、ネパール、モンゴル、ロシア南部
模式標本の産地（模式産地）はウスチ・カメノゴルスク周辺（カザフスタン）。

## 形態
体長180 - 200センチメートル。尾長10 - 15センチメートル。肩高115 - 130センチメートル。体重95 - 180キログラム。ヒツジ属最大種。
雌雄とも一対の角を持つが、特に雄の角が長大で、ねじれながら前方外側に伸びる。
染色体は56本。

## 分類
同じ属のムフロン、（ムフロンの亜種ともされる）ウリアル、そして家畜ヒツジと交雑可能で、その雑種もまた子孫を残せる。ヒツジの先祖ではないとされるが、交雑によりヒツジにアルガリの遺伝子が入っている可能性はある。
9亜種に分ける説がある。亜種の分布の境目は不明とされる。
亜種の分類・英名は（Fedosenko & Blank, 2005）に、和名は（今泉, 1988）に従う
Ovis ammon ammon (Linnaeus, 1758) アルタイアルガリ Altai argali, Siberian argali
アルタイ山脈
体長オス172 - 180センチメートル、メス167 - 174センチメートル。頸部の体毛は伸長しない。
角長147 - 155センチメートル。角は45 - 50センチメートルと太く、ほぼ1回転し先端は外側へ向かう。
Ovis ammon collium Severtzov, 1873 Kazakhstan argali
ジュンガル盆地西部からバルハシ湖北部にかけて
体長オス165 - 199センチメートル、メス136 - 160センチメートル
ジュンガルアルガリO. a. sairensisはシノニムとされる。
Ovis ammon darwini Przewalski, 1883 モンゴルアルガリ Gobi argali, Mongolian argali
モンゴル南部・中華人民共和国（内モンゴル自治区）のゴビ砂漠
Ovis ammon hodgsoni Blyth, 1840 ヒマラヤアルガリ Tibetan argali
ヒマラヤ山脈周辺のネパール・チベット・ラダック
Ovis ammon jubata Peters, 1876 Northern Chinese argali, Shasi argali
Ovis ammon karelini Severtzov, 1873 アラタウアルガリ Tien Shan argali
バルハシ湖南東部、グルジャ市北西部のアラタウ山脈、タリム盆地西部のカシガル、天山山脈、グルジャ市周辺
体長オス158 - 190センチメートル。
カシガルアルガリO. a. humei、テンシャンアルガリO. a. littledaleiはシノニムとされる。
Ovis ammon nigrimontana Severtzov, 1873 カラタウアルガリ Kara Tau argali
バルハシ湖南西部のカラタウ
角は角長89 - 95センチメートルと小型。
Ovis ammon poli Blyth, 1840 パミールアルガリ Marco Polo sheep, Pamir argali
アライスキー山脈・カラコルム山脈・パミール高原
体長オス160 - 180センチメートル、メス143.5センチメートル。
角は角長172 - 182センチメートルと大型で、ほぼ2回転する。
亜種小名poliはMarco Poloへの献名で、13世紀にこの亜種を発見したという逸話に由来する
Ovis ammon severtzovi Nasonov, 1914 Severtzov’s sheep
模式産地はロシア帝国トルキスタンキジルカム砂漠のTiu-Tau山脈（ウズベキスタン）。

## 生態
標高5,000メートル以下にある高山の岩場、砂漠、渓谷、疎林などに生息する。オスのみで3 - 5頭からなる群れと、メスと幼獣からなる群れを形成し生活する。繁殖期には優位のオスと複数頭のメスからなる10 - 15頭の群れを形成する。薄明薄暮性だが、気温の高い季節は夜間に採食を行う。視覚は発達し1キロメートル、ときには2 - 3キロメートル先の人間や食肉類を発見できる。オスは時速50キロメートル、メスや幼獣は時速60キロメートルで走行することができる。
食性は植物食で、草本、木の葉、コケ植物、地衣類などを食べる。夏季は草、冬季は枯れ草やコケ、地衣類を食べる。捕食者は主にタイリクオオカミが挙げられ、ユキヒョウに狩られることもある。まれな例としてはクズリに殺された・ヒグマに襲われた例もある。幼獣はアカギツネ・オオヤマネコ・イヌワシ・クロハゲワシ・ヒゲワシなどに襲われることもある。
繁殖様式は胎生。9月から翌1月中旬にかけて交尾を行う。妊娠期間は160 - 165日。1回に2頭の幼獣を産む。生後2年半から3年で性成熟する。

## 人間との関係
野火による生息地の破壊、角目的の乱獲、放牧による家畜との競合などにより生息数は激減している。1997年における生息数は80,000頭以下と推定されている。亜種ヒマラヤアルガリO. a. hodgsoniと亜種カラタウアルガリO. a. nigrimontanaはワシントン条約附属書Iに掲載されている。